# Toaletní kartáč
Toaletní kartáč, též WC kartáč, hovorově záchodová štětka je domácí nástroj určený pro čištění záchodové mísy. Nástroj je dlouhý zhruba 30–35 centimetrů opatřený držadlem. Na dolním konci držadla se nachází štětka.

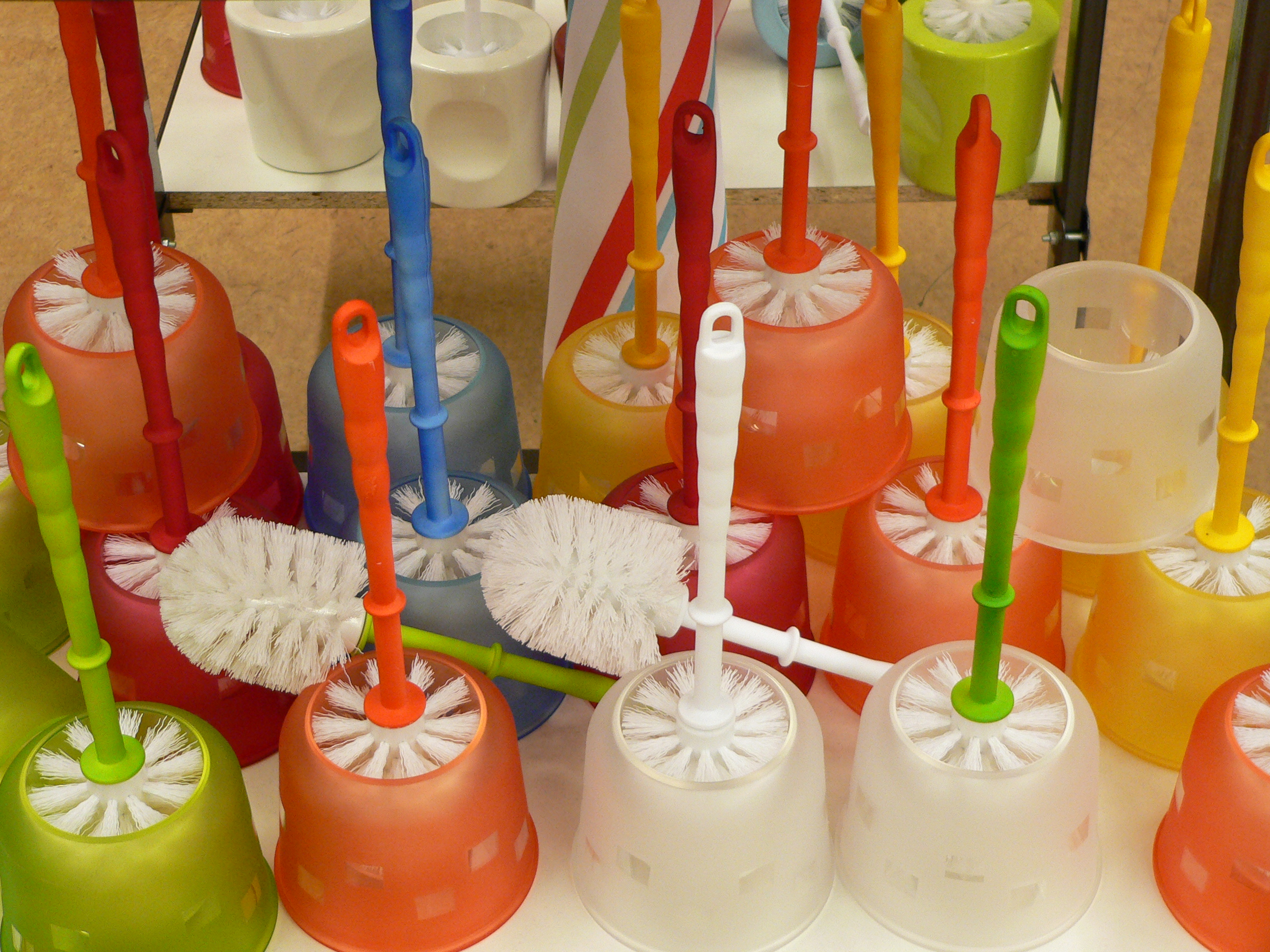
Různé typy kartáčů

Toaletní kartáč může být používán pro čištění horní oblasti toalety kolem mísy. Neměl by však být používán pro čištění hluboko do toalety a neměl by být užíván pro čištění toaletního prkénka.
Typický toaletní kartáč má naježený konec obvykle kulatého tvaru. Toaletní kartáče jsou obvykle zhotoveny z plastů, ale do rozšíření umělých hmot bývaly vyráběny ze dřeva a vepřových štětin nebo z koňských žíní.. Kartáč se typicky ukládá do držáku a do nádob určených k jeho ukládání.
Elektrický toaletní kartáč má rotační kartáčovou hlavu.
Konstrukce moderních WC kartáčů klade důraz na ergonomii, na omezení šíření pachu, bakterií a další hygienické faktory.

## Toaletní kartáč v kultuře
Ve hře francouzského básníka, romanopisce a dramatika Alfreda Jarryho Král Ubu z roku 1896 hraje svou roli smrt záchodovou štětkou.